# VTV4
«VTV4» — вьетнамский международный телеканал. Как и все средства информации в стране, является государственным. Основная целевая аудитория — вьетнамцы, учащиеся или работающие за границей. Кроме этого, на канале есть передачи для международной аудитории на нескольких иностранных языках, в том числе на русском.